# Sciobia hybrida
Sciobia hybridus är en insektsart som först beskrevs av Henri Saussure 1898.  Sciobia hybridus ingår i släktet Sciobia och familjen syrsor. Inga underarter finns listade i Catalogue of Life.